# Philipp Stiller
Philipp Stiller (Worms, 1990. május 20. –) lengyel származású német labdarúgó, az SV Waldhof Mannheim hátvédje.